# This is Us (película)
This is Us —en español: Así somos— es el primer documental de la boy band británica-irlandesa One Direction, basado principalmente en su viaje por el mundo con su segunda gira Take Me Home Tour. Está dirigida por el estadounidense Morgan Spurlock y es distribuida por TriStar Pictures en formato 3D.

## Reparto
- Harry Styles como él mismo.
- Liam Payne como él mismo.
- Zayn Malik como él mismo.
- Niall Horan como él mismo.
- Louis Tomlinson como él mismo.
- Simon Cowell como él mismo.

## Antecedentes
El 13 de noviembre de 2012, One Direction reveló al programa Today Show que tendrían su propia película, la cual sería dirigida por Morgan Spurlock y se basaría principalmente en su viaje por el mundo con su segunda gira Take Me Home Tour. Luego, el 17 de enero de 2013, se trasladaron a Tokio, Japón, para comenzar las primeras grabaciones del documental. Dos días más tarde, realizaron un evento llamado Team 1D Japan Party, que contó con la presencia de 20 000 personas. Allí, interpretaron una parte de «One Way or Another (Teenage Kicks)», que luego se reveló que aparecería en el filme.
Semanas después, el 8 de febrero, el programa matutino de noticias Daybreak estrenó un adelanto del documental donde se pudieron ver pequeñas escenas de One Direction divirtiéndose, narrando sus anécdotas detrás de las cámaras y trabajando en sus presentaciones. Dos días más tarde, el quinteto lo publicó oficialmente en su cuenta de VEVO en YouTube. Con el estreno de este, se pensó que el título final sería 1D3D. Sin embargo, el 18 de marzo, revelaron que se llamaría This is Us.
Desde febrero, One Direction pidió a sus seguidores que mandasen fotos suyas a su sitio web para tener la posibilidad de aparecer en el cartel promocional de la película, que estaría mostrado en forma mosaico. Dicho cartel fue revelado el 18 de abril por Gordon Smarth, escritor del diario The Sun.

## Estrenos
| País                   | Fecha                | Ref.   |
| ---------------------- | -------------------- | ------ |
| Bélgica                | 28 de agosto de 2013 | [ 16 ] |
| Francia                | 28 de agosto de 2013 | [ 16 ] |
| Alemania               | 29 de agosto de 2013 | [ 16 ] |
| Argentina              | 29 de agosto de 2013 | [ 16 ] |
| Baréin                 | 29 de agosto de 2013 | [ 16 ] |
| Catar                  | 29 de agosto de 2013 | [ 16 ] |
| Croacia                | 29 de agosto de 2013 | [ 16 ] |
| Dinamarca              | 29 de agosto de 2013 | [ 16 ] |
| Eslovenia              | 29 de agosto de 2013 | [ 16 ] |
| Emiratos Árabes Unidos | 29 de agosto de 2013 | [ 16 ] |
| Irak                   | 29 de agosto de 2013 | [ 16 ] |
| Israel                 | 29 de agosto de 2013 | [ 16 ] |
| Jordania               | 29 de agosto de 2013 | [ 16 ] |
| Kuwait                 | 29 de agosto de 2013 | [ 16 ] |
| Líbano                 | 29 de agosto de 2013 | [ 16 ] |
| Malasia                | 29 de agosto de 2013 | [ 16 ] |
| Omán                   | 29 de agosto de 2013 | [ 16 ] |
| Países Bajos           | 29 de agosto de 2013 | [ 16 ] |
| Perú                   | 29 de agosto de 2013 | [ 16 ] |
| Portugal               | 29 de agosto de 2013 | [ 16 ] |
| Reino Unido            | 29 de agosto de 2013 | [ 16 ] |
| Serbia                 | 29 de agosto de 2013 | [ 16 ] |
| Siria                  | 29 de agosto de 2013 | [ 16 ] |
| Bulgaria               | 30 de agosto de 2013 | [ 16 ] |
| Ecuador                | 30 de agosto de 2013 | [ 16 ] |
| España                 | 30 de agosto de 2013 | [ 16 ] |
| Estados Unidos         | 30 de agosto de 2013 | [ 16 ] |
| Estonia                | 30 de agosto de 2013 | [ 16 ] |
| Etiopía                | 30 de agosto de 2013 | [ 16 ] |
| Finlandia              | 30 de agosto de 2013 | [ 16 ] |
| Indonesia              | 30 de agosto de 2013 | [ 16 ] |
| Letonia                | 30 de agosto de 2013 | [ 16 ] |
| Lituania               | 30 de agosto de 2013 | [ 16 ] |
| México                 | 30 de agosto de 2013 | [ 16 ] |
| Polonia                | 30 de agosto de 2013 | [ 16 ] |
| Rumania                | 30 de agosto de 2013 | [ 16 ] |
| Suecia                 | 30 de agosto de 2013 | [ 16 ] |
| Suiza                  | 30 de agosto de 2013 | [ 16 ] |
| Tailandia              | 30 de agosto de 2013 | [ 16 ] |
| Taiwán                 | 30 de agosto de 2013 | [ 16 ] |
| Turquía                | 30 de agosto de 2013 | [ 16 ] |
| Uruguay                | 30 de agosto de 2013 | [ 16 ] |
| Venezuela              | 30 de agosto de 2013 | [ 16 ] |

| País                 | Fecha                    | Ref.   |
| -------------------- | ------------------------ | ------ |
| Austria              | 31 de agosto de 2013     | [ 16 ] |
| Belice               | 5 de septiembre de 2013  | [ 16 ] |
| Bolivia              | 5 de septiembre de 2013  | [ 16 ] |
| Costa Rica           | 5 de septiembre de 2013  | [ 16 ] |
| El Salvador          | 5 de septiembre de 2013  | [ 16 ] |
| Eslovaquia           | 5 de septiembre de 2013  | [ 16 ] |
| Guatemala            | 5 de septiembre de 2013  | [ 16 ] |
| Honduras             | 5 de septiembre de 2013  | [ 16 ] |
| Hong Kong            | 5 de septiembre de 2013  | [ 16 ] |
| Hungría              | 5 de septiembre de 2013  | [ 16 ] |
| Italia               | 5 de septiembre de 2013  | [ 16 ] |
| Nicaragua            | 5 de septiembre de 2013  | [ 16 ] |
| Panamá               | 5 de septiembre de 2013  | [ 16 ] |
| República Checa      | 5 de septiembre de 2013  | [ 16 ] |
| Islandia             | 6 de septiembre de 2013  | [ 16 ] |
| Noruega              | 6 de septiembre de 2013  | [ 16 ] |
| Egipto               | 11 de septiembre de 2013 | [ 16 ] |
| Chile                | 12 de septiembre de 2013 | [ 16 ] |
| Grecia               | 12 de septiembre de 2013 | [ 16 ] |
| Brasil               | 13 de septiembre de 2013 | [ 16 ] |
| Australia            | 19 de septiembre de 2013 | [ 16 ] |
| Nueva Zelanda        | 19 de septiembre de 2013 | [ 16 ] |
| Sudáfrica            | 11 de octubre de 2013    | [ 16 ] |
| Jamaica              | 8 de noviembre de 2013   | [ 16 ] |
| Corea del Sur        | 14 de noviembre de 2013  | [ 16 ] |
| Vietnam              | 13 de diciembre de 2013  | [ 16 ] |
| República Dominicana | 3 de enero de 2014       | [ 16 ] |